# Князья Нгуен
Князья Нгуе́н (вьет. Chúa Nguyễn; 1558—1777) — правители южной части вьетнамской территории в эпоху Возрождённой династии Ле. Формально они признавали власть императора, но реально были независимыми правителями на вьетнамском юге. В 1777 году Нгуены были уничтожены восставшими тэйшонами, но один из рода князей Нгуенов спасся и впоследствии стал основателем последней вьетнамской императорской династии Нгуен.

## Союз Чиней и Нгуенов
Князья Нгуен ведут своё происхождение от могущественного клана провинции Тханьхоа. Этот клан поддерживал Ле Лоя в его войне за независимость против китайской династии Мин. С этого момента Нгуены вошли в число самых знатных семей Вьетнама. Возможно, самым знаменитым представителем рода в то время была Нгуен Тхи Ань, жена императора Ле Тхань Тонга и фактический правитель Вьетнама с 1422 по 1459 год.
В 1527 году Мак Данг Зунг сместил императора Ле Кунг Хоанга и основал новую династию Мак. Князья Нгуен и князья Чинь вернулись в провинцию Тханьхоа, отказавшись признать власть Маков. Все области южнее Красной реки оказались под их контролем. Союз Чиней и Нгуенов возглавлял Нгуен Ким, дочь которого была замужем за Чинь Кьемом, главой рода Чинь.
В 1545 году Нгуен Ким был убит. Главой союза должен был стать его сын Нгуен Уонг, но он также был убит, и лидерство перешло к Чинь Кьему. Другой сын Кима, Нгуен Хоанг, был послан на юг для управления провинцией О-Чау (сейчас Куангбинь и Куангнам). Обосновавшись в городе Фусуан (Хюэ) князья Нгуен начали распространять свою власть на юг, в то время как князья Чинь продолжали воевать с Маками за Северный Вьетнам.
В 1592 году город Донг До (Ханой) был захвачен армией Чинь Тунга. На следующий год Нгуен Хоанг пришёл помочь Чиням в уничтожении остатков армии Маков, однако вскоре Нгуен Хоанг перестал подчиняться приказам из Ханоя.

## Первые связи с европейцами
Князья Нгуен первые пошли на контакт с европейцами и впоследствии были более открыты для Европы, чем Чини. Возможно, именно португальское огнестрельное оружие помогло Нгуенам отразить первые нашествия Чиней. В то же время, Нгуены активно торговали с Японией и Китаем.
В 1615 году португальцы основали торговую факторию в Фэйфо (Хойан), около Хюэ. Но после перемирия 1672 года потребность в европейском оружии ослабла и Хойан так и не стал крупным торговым портом подобно Гоа или Макао.
В 1640 году Александр де Род вернулся во Вьетнам, на этот раз ко двору Нгуенов в Хюэ. Он приступил к миссионерской деятельности и постройке церквей. Через шесть лет князь Нгуен Фук Лан пришел к тем же выводам, что и князь Чинь до этого — он решил, что де Род и католицизм угрожает его власти. Де Род был приговорён к смерти, но затем приговор заменили на изгнание с угрозой казни в случае возвращения.

## Завоевание Юга
В 1714 году Нгуены послали армию в Камбоджу, чтобы поддержать Кео Фа, претендента на трон Камбоджи. Сиам встал на сторону Прей Срей Тхомеа и стал сражаться против вьетнамцев. При Бантеймеа вьетнамцы разбили сиамскую армию, но в итоге они были вынуждены признать сиамского претендента в обмен на территории в Камбодже.
Чуть позже, в 1739 году, кхмеры попытались отбить утраченные земли. Война продлилась 10 лет, и в итоге вьетнамцы отбили все набеги кхмеров и удержали за собой дельту Меконга.
Когда Сиам ввязался в войну с Бирмой, Нгуены начали ещё одну кампанию против Камбоджи и в 1755 году завоевали дополнительные территории. К концу войны Нгуены захватили Хатьен — порт в Сиамском заливе (город в современной вьетнамской провинции Кьензянг) — и угрожали Пномпеню.
В правление сиамского короля Прайя Таксина сиамцы снова пришли на помощь кхмерам. Новая война с Нгуенами началась в 1769 году. Нгуенам удалось одержать несколько побед, но в 1773 году в связи с восстанием тэйшонов Нгуены были вынуждены покинуть Камбоджу.

## Гибель Нгуенов
В 1771 году произошло восстание тэйшонов, вызванное ростом налогов и неудачными войнами за Камбоджу. В 1773 году восставшие захватили город Куинён, после чего восстание распространилось на весь вьетнамский юг. В 1774 году, видя ослабление Нгуенов, князья Чинь возобновили войну, в очередной раз послав армию на штурм донгхойских стен. На этот раз им удалось прорваться за стену и захватить Хюэ. Нгуены отступили в Зядинь (Сайгон). Нгуенам пришлось сражаться и против Чиней, и против Тэйшонов, и в обоих случаях неудачно. В 1777 году Сайгон пал, и весь род Нгуенов был истреблён, за исключением Нгуен Фук Аня, который бежал в Хатьен, а затем в Таиланд.
В 1780 году Нгуен Фук Ань вместе с тайской армией вторгся во Вьетнам, но тайская армия была разбита, король Таксин вскоре погиб во время переворота, а новый король не был заинтересовал в войне с Вьетнамом. Нгуен Фук Ань бежал на остров Фукуок.

## Список князей Нгуен
- Нгуен Хоанг Ду
- Нгуен Ким ?−1545
- Нгуен Хоанг 1558—1613
- Нгуен Фук Нгуен 1613—1635
- Нгуен Фук Лан 1635—1648
- Нгуен Фук Тан 1648—1687
- Нгуен Фук Чан 1687—1691
- Нгуен Фук Чу 1691—1725
- Нгуен Фук Чу 1725—1738
- Нгуен Фук Кхоат (1738—1765, также известен как «Князь Ву» или «Ву Выонг» (Король Ву))
- Нгуен Фук Тхуан 1765—1777 (1776—1777, соправитель Нгуен Фук Дынга)
- Нгуен Фук Ань 1778—1801